# Xã Haven, Quận Sherburne, Minnesota
Xã Haven (tiếng Anh: Haven Township) là một xã thuộc quận Sherburne, tiểu bang Minnesota, Hoa Kỳ. Năm 2010, dân số của xã này là 1.986 người.